# 八日町の戦い

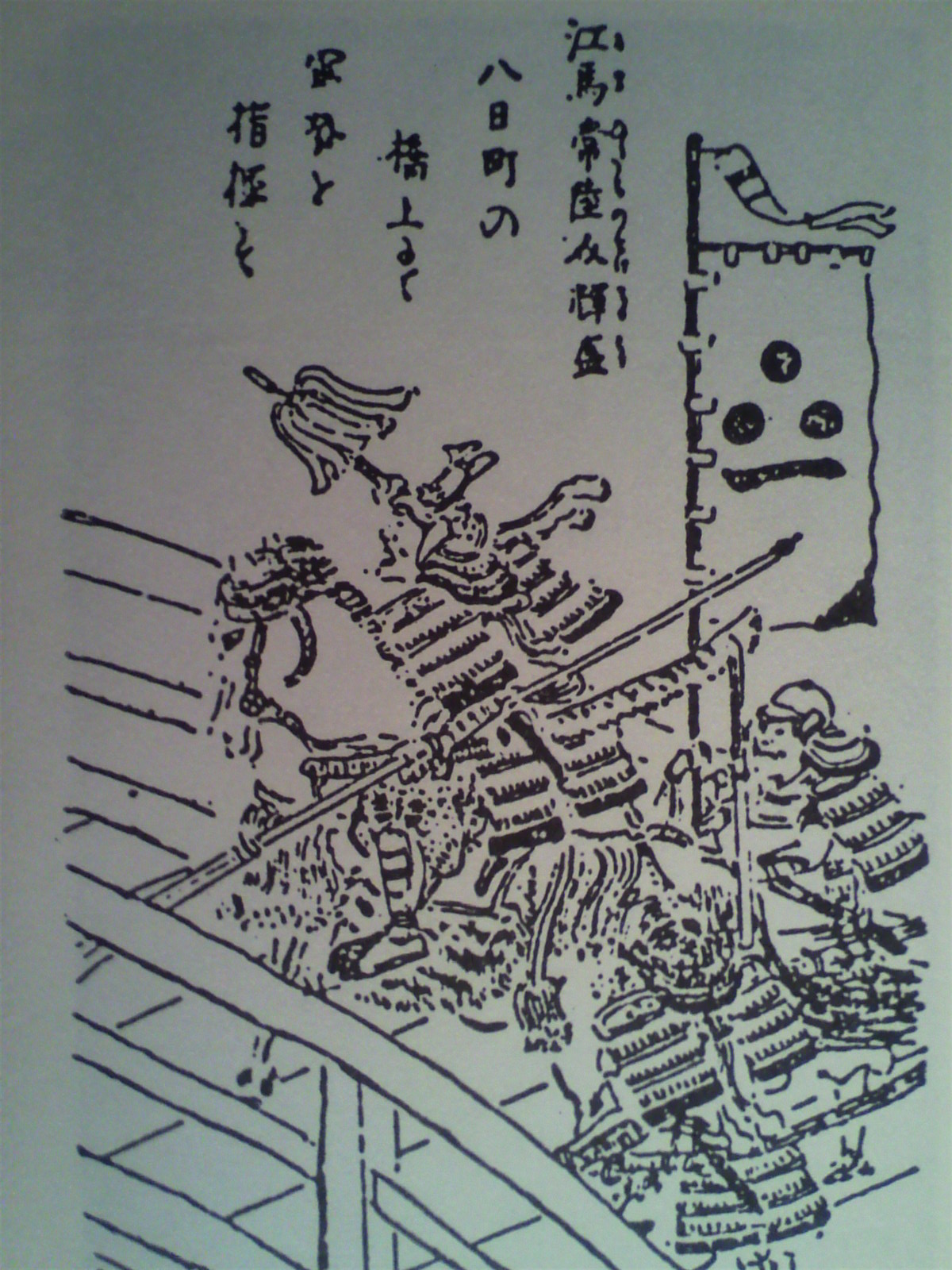
八日町の橋上の江馬輝盛（『斐太後風土記』より）

八日町の戦い（ようかまちのたたかい）は、天正10年（1582年）10月に飛騨国荒城郡荒城郷八日町村（現在の岐阜県高山市国府町八日町）において、飛騨国内で勢力を二分していた姉小路頼綱・小島時光と江馬輝盛との間で行われた合戦である。その歴史的重要性から飛騨の関ヶ原の戦いとも呼称される。

## 合戦の概要

### 背景
天正10年（1582年）6月2日に起きた本能寺の変により織田信長の勢力が崩れ、それを機会に同年10月、高原郷に本拠を置く江馬氏の当主・江馬輝盛が荒城・古川・小島郷まで軍を進めた。輝盛は織田氏に接近していた飛騨国司・姉小路頼綱との飛騨国の覇権をかけた決戦を決意したとされている。

### 八日町の戦い
江戸時代に書かれた『飛州軍乱記』によると、互いの勢力は姉小路勢・三木勢1000人に対して江馬勢300騎であったという。江戸時代に記された文献は、この他に『飛騨群鑑』『飛騨国治乱記』など数点存在する。
これら以外に八日町の戦い当時に書かれたとされる文献として、大般若波羅蜜多経の奥書が飛騨市古川町にある寿楽寺に残されている。
それによる戦いの経緯は次の通りである。
天正10年10月26日の午前2時ごろ、江馬勢が姉小路側である姉小路宗家小島時光・小島基頼の小島城に夜襲をかけた。しかし、激しく応戦をされ、江馬勢は荒城へと引き返した。
翌日、三木自綱が加勢。牛丸親正、広瀬宗域らとともに八日町の場において江馬勢と対陣。
江馬輝盛は本陣にわずかな兵を残し、精鋭騎馬隊で突入し、姉小路軍は混乱と後退。途中まで江馬氏騎馬隊優勢で、姉小路軍は押されたが、伏兵の狙撃で大将である江馬輝盛が致命傷を負い、落命したことで江馬氏は混乱し撤退。本陣も占拠され敗退した。

### 合戦後
八日町での合戦で当主江馬輝盛が討死し、江馬氏は急速に衰退。直ぐに姉小路氏は評定を行い、翌日に小島時光と小島基頼が江馬氏の本拠地である高原まで攻め込んで、高原諏訪城と支城を落とした。これによって事実上江馬氏は滅亡・追放した。
そののちは、白川郷を支配する内ヶ島氏を除き、飛騨国内には三木氏に抵抗する勢力はなくなり、三木氏（姉小路氏）が飛騨一国を平定した。
八日町の戦いの3ヶ月後、鍋山顕綱の謀が露呈し、飛騨三大勢力である牛丸氏・広瀬氏と共に追討された。

## 逸話
飛騨国内で初めて鉄砲を合戦で使用したとされる。
飛騨の長篠の戦いとも云われる。
江馬輝盛は鉄砲で致命傷後、牛丸親綱（親正）が討取ったと伝わる。

## 十三墓峠

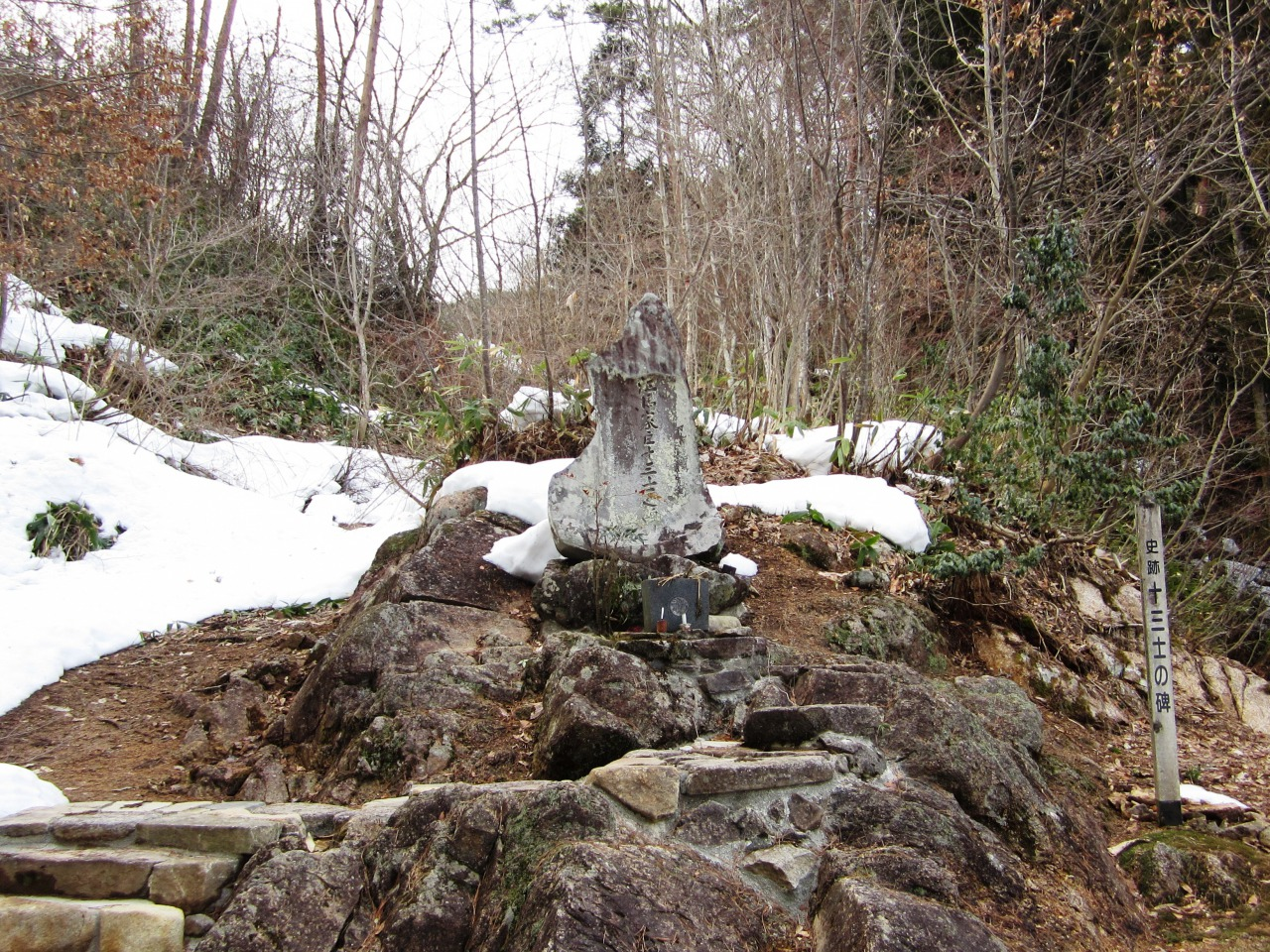
十三墓峠の十三士の碑

残った江馬氏の家臣13名は主君・輝盛の後を追って大坂峠で自害、地元民に葬られた。現在はこの大坂峠を地元では「十三墓峠」と呼び、「十三士の碑」が建てられている。